# Koželusk

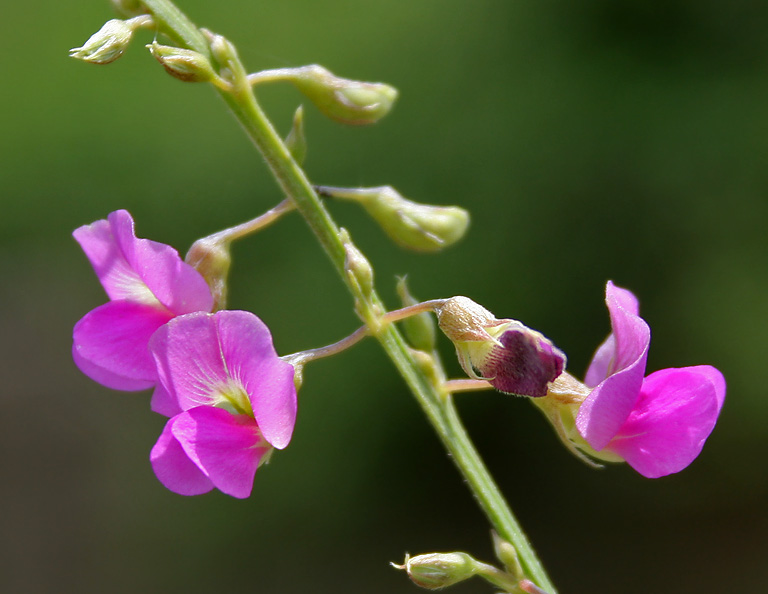
Květenství Tephrosia purpurea

Koželusk (Tephrosia) je rod rostlin z čeledi bobovité. Zahrnuje téměř 400 druhů bylin a keřů, rozšířených v tropech celého světa a v Severní Americe. Koželusky mají zpeřené listy a motýlovité květy v hroznovitých květenstvích. Některé druhy s obsahem rotenonu se místně využívají k tradičnímu lovu ryb či jako insekticid.

## Popis
Koželusky jsou vytrvalé nebo výjimečně jednoleté, přímé nebo poléhavé byliny, polokeře až keře. Listy jsou lichozpeřené, složené ze 3 až mnoha celokrajných vstřícných lístků nebo výjimečně jednolisté. Listy jsou téměř vždy chlupaté. Palisty jsou opadavé. Květy jsou motýlovité, v úžlabních nebo vrcholových hroznech, někdy též květenství vyrůstá naproti listu. Koruna je bílá, krémová nebo světle fialová, purpurová, oranžová nebo červená. Pavéza je okrouhlá a nazpět ohnutá. Tyčinek je 10, s horní tyčinkou do určité míry srostlou s ostatními. Semeník je přisedlý a obsahuje mnoho vajíček. Lusky jsou ploché nebo nafouklé, na konci často zobanité, pukající dvěma chlopněmi. Chlopně se většinou po puknutí plodu pružně stočí. Obsahují 5 až 16 podlouhlých až téměř kulovitých, zploštělých semen.

## Rozšíření
Rod koželusk zahrnuje asi 350 až 400 druhů. Je rozšířen v tropech celého světa. Nejvíce druhů se vyskytuje v tropické Africe a na Madagaskaru, v Austrálii, ve Střední Americe a tropické jižní části Severní Ameriky a v tropické Asii. V Severní Americe zasahují i do mírného pásu. Koželusky nejčastěji rostou v oblastech se sezónním obdobím sucha, zejména na otevřených či narušených, skalnatých nebo písčitých stanovištích.

## Význam
Četné druhy tohoto rodu obsahují rotenon a příbuzné látky a jsou používány k tradičnímu lovu ryb či jako insekticid. V tropické Americe je pro tyto účely pěstován např. druh Tephrosia sinapou. Některé druhy se pěstují i jako okrasné rostliny nebo jsou využívány jako pícniny, zelené hnojení či v medicíně.